# Latinská unie

Členské státy Latinské unie

Latinská unie (francouzsky Union latine, italsky Unione Latina, katalánsky Unió Llatina, portugalsky União Latina, rumunsky Uniunea Latină, španělsky Unión Latina) byla mezinárodní organizace zemí, hovořících románskými jazyky. Jejím cílem bylo ochraňovat a podporovat společné kulturní dědictví románsky hovořícího světa a jeho jednotu. Byla založena v roce 1954 v Madridu. V roce 2012 měla celkem 36 členských států z Evropy, Latinské Ameriky, Afriky, Asie a Tichomoří. V důsledku finančních obtíží pozastavila rozhodnutím svého sekretariátu z 26. ledna 2012 svou činnost.